# Propulziós hajó

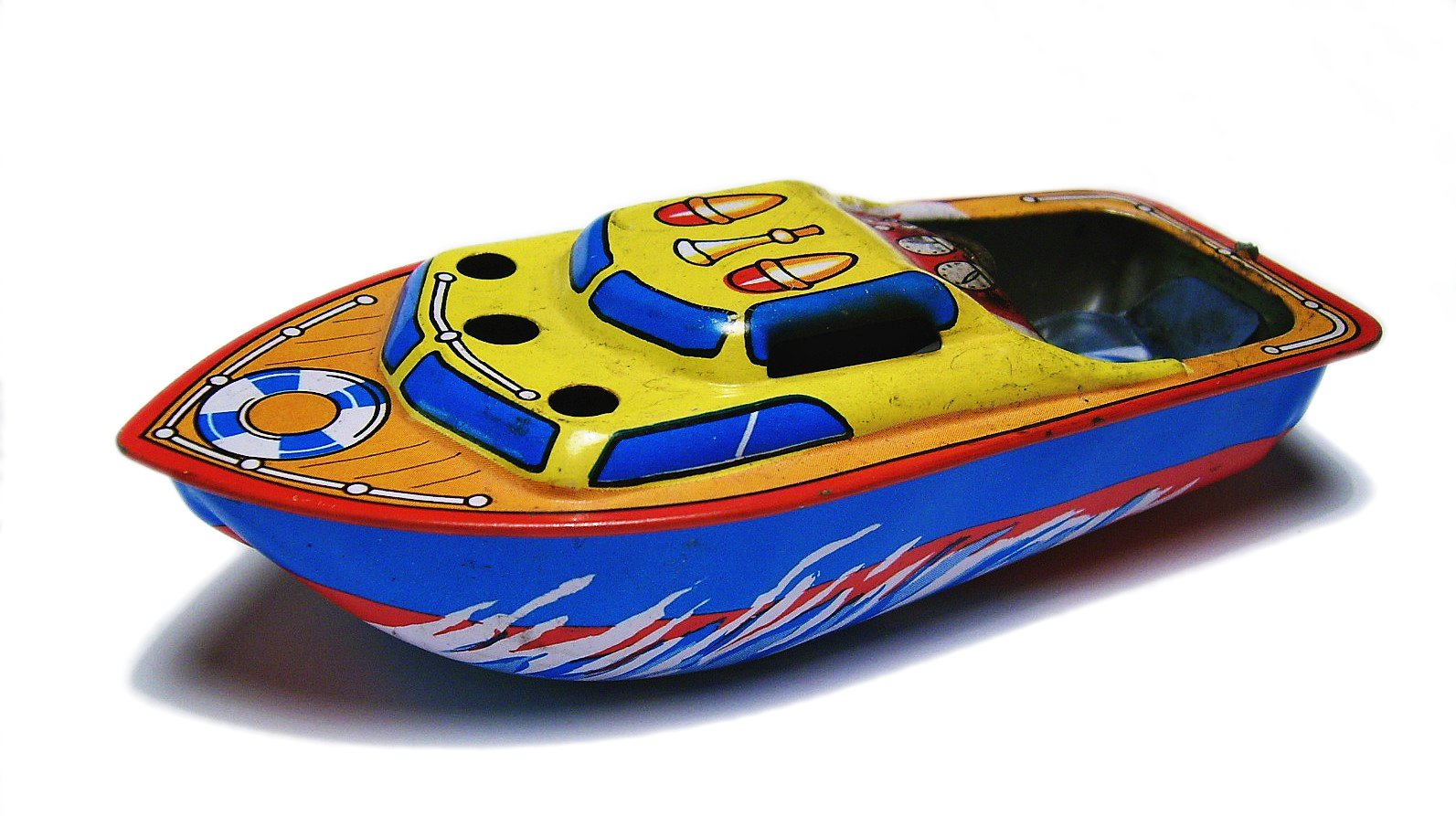
Propulziós hajó

A propulziós hajó "lelke" egy vékony falú tartály (membrános tartály) a hajó elejében, és a belőle hátravezető két cső. Ahhoz, hogy működésbe hozzuk, először is vízzel kell feltölteni a rendszert. Ezután vízre bocsátjuk a hajót, majd beletesszük a meggyújtott mécsest úgy, hogy a láng a membrános tartály alját melegítse, majd ahogy a víz felforr, működni kezd a "propulzió" elnevezésű folyamat.

## Feltalálása
Az első lemezből készült kishajóra a francia Thomas Piot nyújtotta be a szabadalmát 1891-ben. Viszont Magyarországon, Karle Józsefet tartják a propulziós hajó, vagy más nevén gyertyás csónak feltalálójának. Karle József 1943. február 4-én adta be szabadalmát, ami 1947. július 15-én jelent meg.

## Működési elve

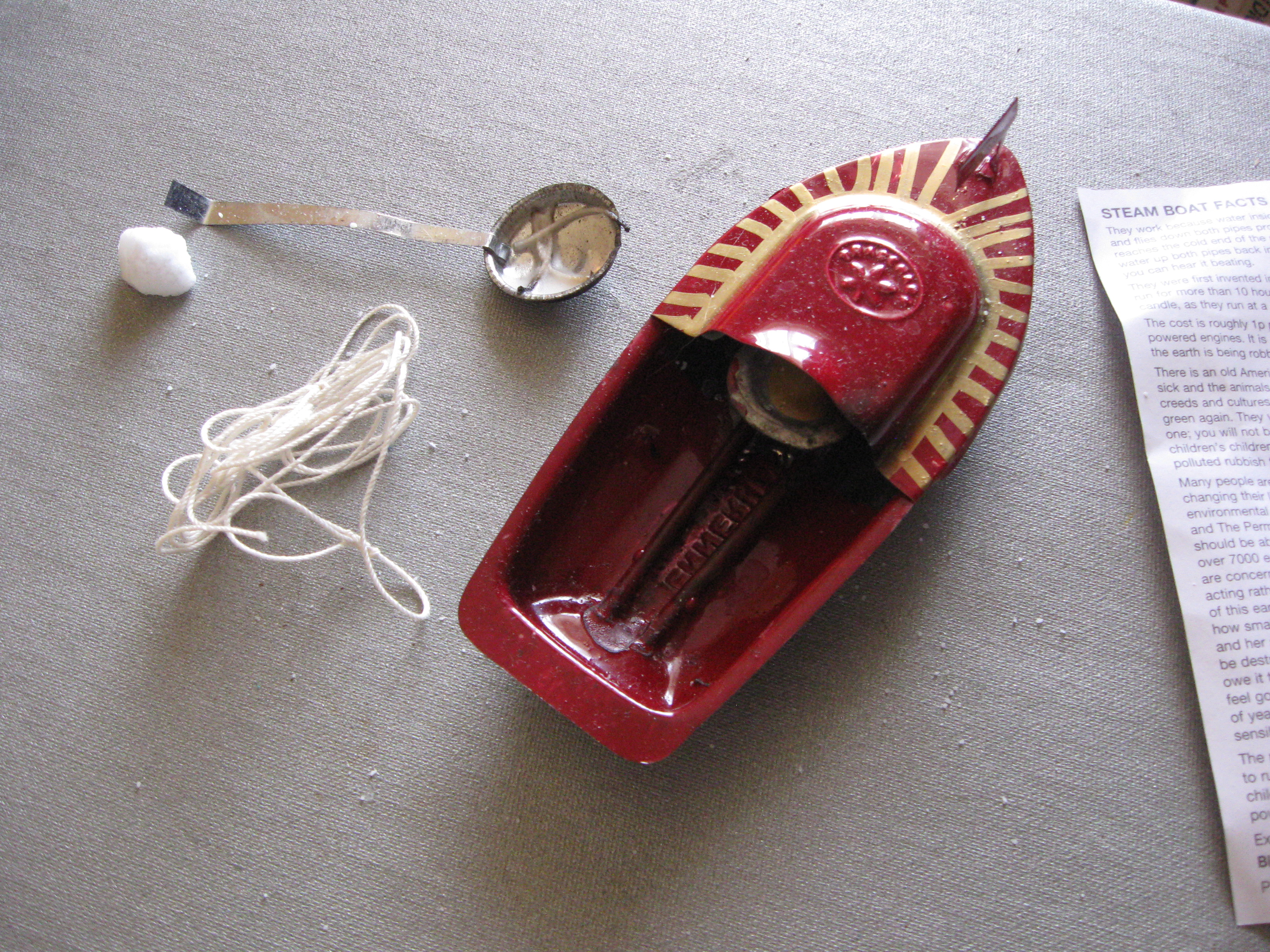

A víz felforr a membrános tartályban, majd a forró víz kiáramlani kényszerül, és a membránban vákuum keletkezik ami összehúzza a membránt, egyúttal hideg vizet szív fel, és ettől a membrán széthúzódik.
Az előbb említett folyamat mindaddig fennmarad, míg melegíti a mécses a membrános tartályt, illetve a rendszer vízzel van feltöltve.
A hajó nem tartalmaz mozgó alkatrészeket (szemben például a gőzgéppel), és a működési elve is egyszerű.
A propulziós meghajtás nem túl hatékony. Csak kis méreteknél, pl. hajómodelleknél működik. Ezért inkább játéknak alkalmas. Magyarországon az 1950-es években volt a legelterjedtebb.